# Heliconius isolda
Heliconius isolda är en fjärilsart som beskrevs av Friedrich Wilhelm Niepelt 1908. Heliconius isolda ingår i släktet Heliconius och familjen praktfjärilar. Inga underarter finns listade i Catalogue of Life.